# Codena
Codena è una frazione del comune di Carrara, in provincia di Massa-Carrara in Toscana. 

## Geografia
Codena è situata nella vallata del Carrione, su un crinale delle Alpi Apuane in posizione panoramica su Carrara, dal quale dista circa 2 km.

## Storia
Fra tutte le frazioni di Carrara, Codena costituisce una delle prime unità, ovvero vicinanze, ad essere ricordate, fin dal 1278. Le sue origini tuttavia risalgono al periodo dei Goti, come testimonia il toponimo "Gotona", originariamente attribuitogli e la località Gotara vicino al borgo. La sua fortuna al tempo era dovuta agli appezzamenti di terra, di cui la locale economia godette a lungo, sviluppandosi così in modo diverso dai vicini borghi dediti maggiormente all'estrazione del marmo.

## Monumenti e luoghi d'interesse
- Chiesa di Sant'Antonio Abate, costruita nel 1607
- Monumento ai caduti della Grande Guerra, scolpito nel 1927 da Alterige Giorgi

## Società

### Evoluzione demografica
Abitanti censiti